# Iñaki Aguilar
Iñaki Aguilar Vicente (Barcelona, 9 de septiembre de 1983 - ) es un jugador español de waterpolo.

## Biografía
Ha sido internacional con la selección española de waterpolo en más de 200 ocasiones, es internacional absoluto desde el año 2003 y es jugador de waterpolo desde los 8 años.

## Clubes
- Club Natació Barcelona
- Club Natació Sabadell
- Club Natació Terrassa

## Títulos
Como jugador de club
- 4 Copas del Rey (1999, 2002, 2003, 2011 y 2012)
- Tres Ligas de España (2002, 2004, 2005)
- Campeón de la Copa LEN (2004)

Como jugador de la selección española
- 7º en los Juegos Olímpicos de Río 2016
- 6º en los Juegos Olímpicos de Londres 2012
- Plata en los Juegos del Mediterráneo de 2013
- 5º en el Campeonato del Mundo de Shanghái de 2011
- Plata en la Copa del Mundo de Oradea 2010
- Plata en el Campeonato del Mundo de Roma de 2009
- Plata en los Juegos del Mediterráneo de 2009
- 5º en los Juegos Olímpicos de Pekín 2008
- Bronce en el Campeonato del Mundo de Melbourne de 2007
- Bronce en el Campeonato de Europa de Belgrado de 2006
- Bronce en la Copa del Mundo de Budapest 2007
- 2º super final de la liga mundial. Atenas de 2006
- Oro en los Juegos del Mediterráneo de 2005
- 5º en el campeonato del Mundo Absoluto de Montreal de 2005
- 6º super final de la liga mundial. Long Beach de 2003
- 5º campeonato del Mundo Junior. Estambul de 2001
- 5º Campeonato de Europa juvenil. Hägen de 2001
- 4º Campeonato de Europa juvenil. Lünen de 2000